# 豊橋海軍航空隊

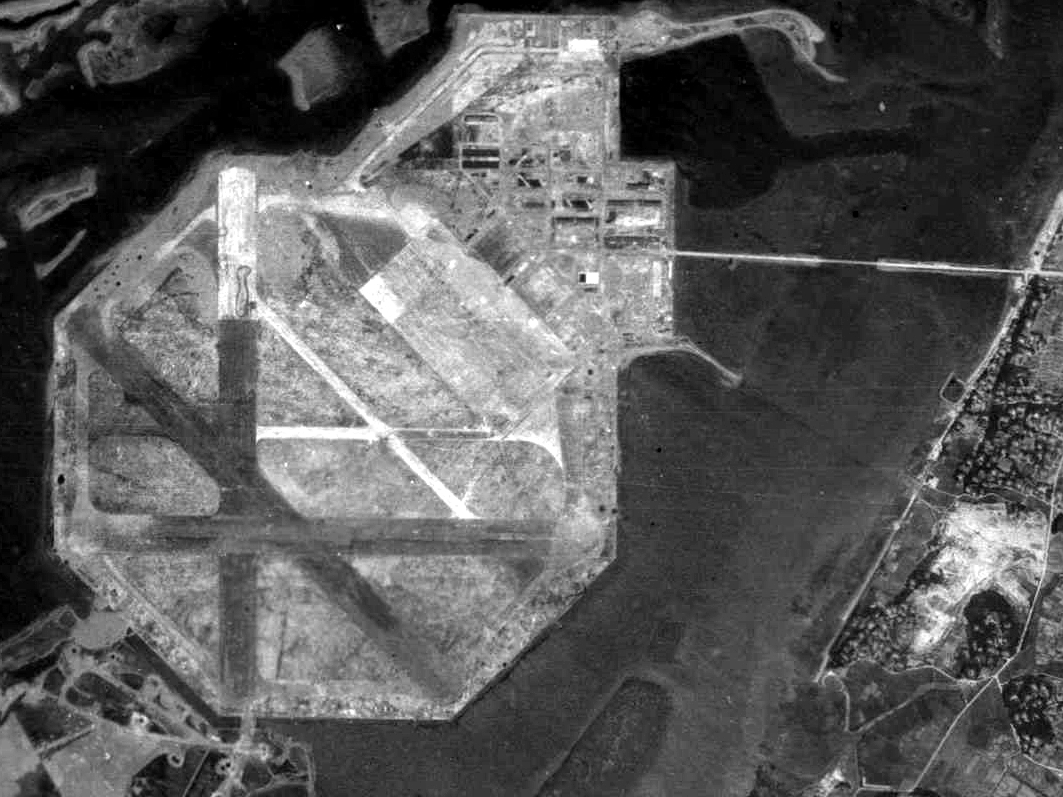
豊橋海軍航空隊跡の空中写真（1947年）

豊橋海軍航空隊（とよはしかいぐんこうくうたい）は、日本海軍の部隊の一つ。陸上攻撃機要員の練成部隊として開かれたが、急遽実施部隊に変更され、太平洋戦争終盤に最前線で爆撃・攻撃・偵察行動に従事した。1944年（昭和19年）2月20日に、第七〇一海軍航空隊（だい701かいぐんこうくうたい）（二代目）に改称されている。なお、初代豊橋空が実施部隊に変貌したのちに、再び豊橋に練成部隊として二代豊橋空が設置されている。

## 沿革（初代）
陸上攻撃機部隊の増強を図るために、④計画に盛り込まれた4個航空隊の一つとして、補充要員の練成部隊として開隊した。横須賀鎮守府と呉鎮守府の中間点にある東海地方に計画され、気象・地形・補給の面で優れた豊橋沖の海を埋立て、5年かけて正八角形の人工島を造成し、そこに飛行場を建設した。海上空港として名高い長崎空港や関西国際空港の先を行く海上飛行場である。
- 昭和18年（1943年）
4月1日 開隊。第十一航空艦隊。陸上攻撃機60機配備。
7月1日 厚木海軍航空隊と練成戦隊「第五一航空戦隊」を編成、第一二航空艦隊に編入。
- 昭和19年（1944年）
2月20日 実施部隊に変更。陸攻48機に削減。千歳飛行場に進出、千島列島哨戒に従事。
9月18日 香取飛行場に進出、艦上攻撃機48機と艦上爆撃機の飛行隊を追加し台湾へ進出。
9月 艦攻隊と艦爆隊が台湾沖航空戦に参戦。
10月21日 本隊フィリピン進出。以後空襲の激化により消耗。
11月15日 国分飛行場に撤退。第三航空艦隊第二五航空戦隊に転籍。偵察機24機を追加。
以後、国分を拠点に沖縄方面の哨戒任務に従事。
- 昭和20年（1945年）
2月11日 第五航空艦隊附属に転籍。偵察機隊を削除。
以後、国分で終戦まで沖縄・九州方面の哨戒・対機動部隊攻撃・特攻攻撃に従事するが、燃料払底・空襲撃破により末期は行動不能状態。

### 主力機種
- 九六式陸上攻撃機
- 一式陸上攻撃機
- 九七式艦上攻撃機
- 彗星
- 天山
- 彩雲

### 歴代司令
- 柴田文三（昭和18年4月1日 - ）
- 山田豊（昭和19年2月15日 - ）
- 木田達彦（昭和19年9月5日 - ）
- 榎尾義男（昭和20年5月29日 - 終戦後武装解除）

## 沿革（二代）
初代豊橋空が七〇一空に改称して千歳に進出したが、豊橋飛行場は滑走路5本を擁する広大な施設だったため、最前線で疲弊した陸攻部隊の再編に絶好の施設として存分に活用された。絶対国防圏設定後、陸攻要員の練成部隊をさらに増強すべく、豊橋に二代目の練成部隊を開いた。
- 昭和19年（1944年）
7月10日 開隊。第11練習連合航空隊所属（陸攻93機配備）33機ずつに分離

以後、陸上攻撃機および陸上爆撃機実機練成に従事。
- 昭和20年（1945年）
5月5日 第三航空艦隊第五三航空戦隊に転籍。
空襲の激化により、陸攻・陸爆の機体は小松飛行場はじめ各地に分散疎開、または実施部隊に補充。逐次初歩練習機訓練に変更。
8月3日 第十航空艦隊直轄に転籍。完全に初歩練習機訓練部隊に移行。

### 主力機種
- 九六式陸上攻撃機
- 一式陸上攻撃機
- 銀河
- 零式練習用戦闘機　二式練習戦闘機　白菊など

### 歴代司令
- 佐藤六郎（昭和19年7月10日 - ）
- 永石正孝（昭和19年10月10日 - ）
- 佐藤治三郎（昭和20年2月20日 - 終戦後武装解除）

## 戦後の飛行場
人工島であったことが災いし、終戦直後に入植した製塩工場が廃業してから10年ほど放置されていた。昭和30年代から拡張埋立て工事が実施され、人工島は原形を失ったものの、工業用地として造成した後は大半が誘致に成功。一部は用地のまま放置されている。
昭和40年代半ばにはラジコン飛行機の滑走路として使用されていた。